# Ossuaire commémoratif à Aranđelovac
L'ossuaire commémoratif à Aranđelovac (en serbe cyrillique : Спомен костурница у Аранђеловцу ; en serbe latin : Spomen kosturnica u Aranđelovcu) se trouve à Aranđelovac, dans le district de Šumadija, en Serbie. Il est inscrit sur la liste des monuments culturels protégés de la République de Serbie (identifiant no SK ?).

## Présentation
L'ossuaire est dédié aux soldats serbes et austro-hongrois morts pendant la Première Guerre mondiale ; érigé en 1933-1938, le monument se compose d'une crypte et d'une chapelle en forme de pyramide surmontée d'une croix. La chapelle est dotée d'une ouverture en plein cintre fermée par une grille. La pyramide s'élève au-dessus du piédestal sous lequel se trouve l'ossuaire.
L'ensemble du monument est constitué de blocs de granit gris et l'intérieur de la chapelle est décoré de peintures murales représentant des souverains serbes du Moyen Âge et des angelots.

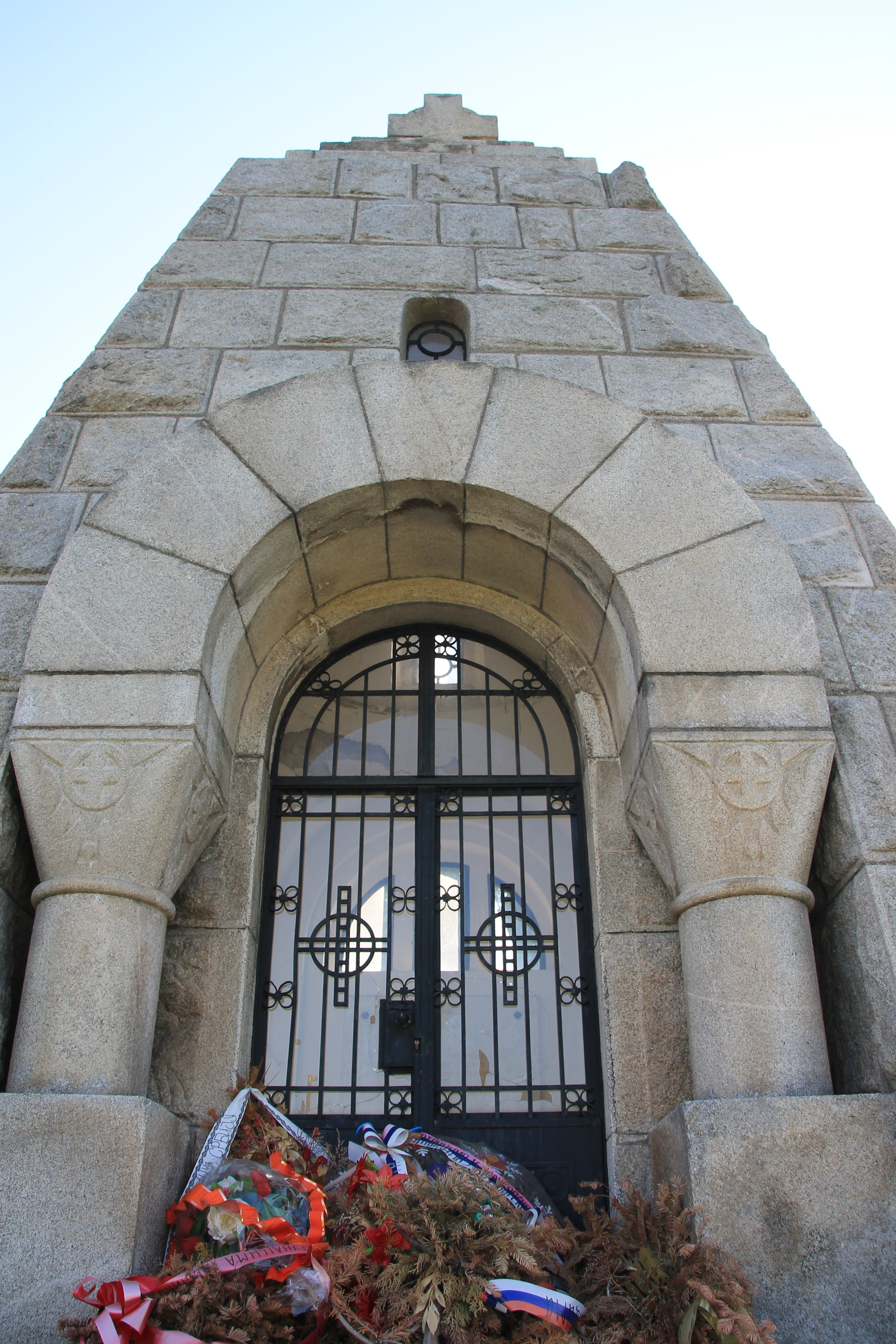
Détail de l'entrée.